# Taulâncios
Taulâncios (em latim: Taulantii; em grego: Ταυλάντιοι; romaniz.: Taulántioi) foram uma confederação de tribos ilírias localizada na costa adriática da Ilíria (moderna Albânia), próximo a cidade de Epidamno. Segundo a mitologia grega, Taulas, um dos seis filhos de Ilírio, foi o ancestral epônimo dos taulâncios.
Galauro, o primeiro rei conhecido deles, esteve ativo no século VII a.C. e foi inimigo do Reino da Macedônia. Com a fundação de Epidamno em 626/625 a.C., os taulâncios foram ajudar os colonos da Córcira contra os piratas libúrnios. Eles desempenharam um importante papel na história ilíria dos séculos IV-III a.C., quando o rei Gláucias (r. 335–302 a.C.) governou-os.